# X Arae
X Arae är en pulserande variabel av Mira Ceti-typ i stjärnbilden Altaret. 
Stjärnan varierar mellan visuell magnitud +8,4 och 13,9 med en period av 175 dygn.